# گروسکلاین
گروسکلاین (به آلمانی: Großklein) یک منطقهٔ مسکونی در اتریش است که در لیبنیتس واقع شده‌است. گروسکلاین ۲۷٫۷۸ کیلومتر مربع مساحت دارد ۳۶۴ متر بالاتر از سطح دریا واقع شده‌است.